# Pride Park Stadium
Pride Park Stadium er et fodboldstadion i Derby i England, der er hjemmebane for Championship-klubben Derby County. Stadionet har plads til 33.597 tilskuere, og alle pladser er siddepladser. Pride Park Stadium blev indviet i år 1997. Indtil da havde Derby Countys hjemmebane været Baseball Ground.